# 매리언 네슬레

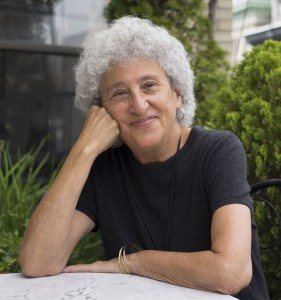

매리언 네슬레(Marion Nestle, 1936년 ~ )는 미국의 분자생물학자, 영양학자, 공중보건 옹호자이다. 뉴욕 대학교의 영양, 식품 연구 및 공중 보건 명예 교수인 폴렛 고더드이다. 네슬레의 연구에서는 식품 선택, 비만증, 식품 안전에 대한 과학적, 사회경제적 영향을 조사하고 식품 마케팅의 역할을 강조한다.
NYU에서의 작업과 수상 경력이 있는 책을 통해 네슬레는 식품 정책, 영양 및 식품 교육에 전국적인 영향을 미쳤다. 네슬레는 2005년에 미국 영양과학회 회원이 되었다. 2019년에는 "식품 시스템을 변화시키기 위해 노력하는 리더"로 식품 정책 체인지메이커 상을 받았다.
2022년에 캘리포니아 대학 출판부는 회고록인 "Slow Cooked: An Unexpected Life in Food Politics"를 출판했다.